# Жълт камък
Жълт камък е село в Южна България. То се намира в община Асеновград, област Пловдив.

## География
Жълт камък се намира на 38 км югоизточно от Асеновград.